# ال‌پی‌ال
ال‌پی‌ال (انگلیسی: LPL) شرکت خدمات مالی آمریکایی است، که در سال ۱۹۸۹ تأسیس شد.